# Reinsdorf (Saksonia)
Reinsdorf − miejscowość i gmina w Niemczech, w okręgu administracyjnym Chemnitz, w powiecie Zwickau.

## Współpraca
Miejscowości partnerskie:
- Benátky nad Jizerou, Czechy
- Dieburg, Hesja (stosunki partnerskie utrzymuje dzielnica Vielau)
- Höchstädt an der Donau, Bawaria
- Ketsch, Badenia-Wirtembergia (kontakty utrzymuje dzielnica Vielau)
- Münster, Hesja
- Pliezhausen, Badenia-Wirtembergia